# Gprof
Gprof est un logiciel GNU Binary Utilities qui permet d'effectuer du profilage de code.

## Utilisation avec gcc
Lors de la compilation et de l'édition de liens d'un code source avec gcc, il suffit d'ajouter l'option -pg pour que, lors de son exécution, le programme génère un fichier gmon.out qui contiendra les informations de profilage.
Il suffit ensuite d'utiliser gprof pour lire ce fichier, en spécifiant les options.

### Liens
- (en) Site officiel
- (fr) Tutoriel